# 袁襲裳
袁襲裳（1498年—？），字汝宜，號立山，四川眉州人，民籍，明朝政治人物。

## 生平
四川鄉試第六十八名舉人，嘉靖十四年（1535年）中式乙未科會試第一百六十三名，二甲第六十八名進士。授兵部主事，升郎中，二十四年（1545年）三月因偽造黃蠟御寶及冒選武職私籍一案，謫高郵州同知，升河间府同知、袁州府知府、江西按察使。

## 家族
曾祖袁伯祥；祖父袁大昱；父袁圻，壽官。母周氏。